# Comuna Poieni-Solca, Suceava
Poieni-Solca (în germană Pojeni) este o comună în județul Suceava, Bucovina, România, formată numai din satul de reședință cu același nume.
Satul este o creație a secolului al XVIII-lea. Așa cum afirmă tradiția și toponimul o sugerează pe terioriul actual al satului a existat o zonă de pădure. Tradiția locală afirmă că satul s-a ridicat cu lemnul „tăiat pe loc”. Dovezi în acest sens sunt alături de configurația frecventă a terenurilor cu sol tipic de pădure în continuă degradare și unele toponime precum fânațele: Poiana cea Mare, Poiana Bahnei sau Poiana Șesului etc. În privința existenței masive a pădurii pledează și plasarea în câmpul primei peceți din 1812 a unui brad sau molid. Între anii 1773-1775, este întocmită harta Būschel, izvor cartografic care pe amplasamentul actual al satului Poieni nu apare nici o indicație grafică.
În harta cadastrală din 1783, pe care N. Grămadă a avut posibilitatea s-o consulte apare notat cătunul "La Poienile". Ceva mai târziu, în 1790 pe harta întocmită de Hora von Otzellowitz sunt reprezentate trei gospodări pe teritoriul viitorului sat Poieni.În această hartă este notată numai denumirea satului Bottaschana, nu și al cătunului "La Poienile". Se pare că Poieni e o creație târzie a satului Botoșana, majoritatea locuitorilor provenind de aici.
Comuna Poieni-Solca s-a înființat în 2007 prin desprinderea satului cu același nume de orașul Solca.

## Demografie
Componența etnică a comunei Poieni-Solca
     Români (92,48%)
     Alte etnii (0,1%)
     Necunoscută (7,42%)
Componența confesională a comunei Poieni-Solca
     Ortodocși (79,34%)
     Penticostali (7,83%)
     Adventiști (4,95%)
     Alte religii (0,31%)
     Necunoscută (7,57%)
Conform recensământului efectuat în 2021, populația comunei Poieni-Solca se ridică la 1.941 de locuitori, în creștere față de recensământul anterior din 2011, când fuseseră înregistrați 1.629 de locuitori. Majoritatea locuitorilor sunt români (92,48%), iar pentru 7,42% nu se cunoaște apartenența etnică. Din punct de vedere confesional, majoritatea locuitorilor sunt ortodocși (79,34%), cu minorități de penticostali (7,83%) și adventiști (4,95%), iar pentru 7,57% nu se cunoaște apartenența confesională.

## Politică și administrație
Comuna Poieni-Solca este administrată de un primar și un consiliu local compus din 11 consilieri. Primarul, Dumitru-Ichim Lăzărean[*], de la Partidul Social Democrat, este în funcție din octombrie 2020. Începând cu alegerile locale din 2024, consiliul local are următoarea componență pe partide politice:
|  | Partid                          | Consilieri | Componența Consiliului | Componența Consiliului | Componența Consiliului | Componența Consiliului | Componența Consiliului | Componența Consiliului | Componența Consiliului |
|  | ------------------------------- | ---------- | ---------------------- | ---------------------- | ---------------------- | ---------------------- | ---------------------- | ---------------------- | ---------------------- |
|  | Partidul Social Democrat        | 7          |                        |                        |                        |                        |                        |                        |                        |
|  | Partidul Național Liberal       | 3          |                        |                        |                        |                        |                        |                        |                        |
|  | Alianța pentru Unirea Românilor | 1          |                        |                        |                        |                        |                        |                        |                        |

## Recensământul din 1930
Componența etnică a comunei Poieni-Solca
     Români (98,85%)
     Ruteni (0,6%)
     Evrei (0,5%)
     Altă etnie (0,05%)
Componența confesională a comunei Poieni-Solca
     Ortodocși (96,65%)
     Romano-catolici (1,85%)
     Mozaici (0,5%)
     Adventiști de ziua a 7-a (0,8%)
     Altă religie (0,2%)
Conform recensământului efectuat în 1930, populația comunei Poieni-Solca se ridica la 2083 locuitori. Majoritatea locuitorilor erau români (98,85%), cu o minoritate de ruteni (0,6%) și una de evrei (0,5%). Alte persoane s-au declarat: germani (2 persoane). Din punct de vedere confesional, majoritatea locuitorilor erau ortodocși (96,65%), dar existau și minorități de adventiști (0,8%), romano-catolici (1,85%) și mozaici (0,5%). Alte persoane au declarat: greco-catolici (4 persoane), fără religie (2 persoane).